# Nicolas Kiesa
Nicolas Kiesa (Kopenhagen, Danska, 3. ožujka 1978.) je danski vozač automobilističkih utrka. Godine 1999. osvojio je naslov u britanskom Formula Ford Slick 50 prvenstvu. U Formuli 1 je nastupao 2003. za Minardi, a najbolji rezultat mu je 11. mjesto na Velikoj nagradi Sjedinjenih Američkih Država. Godine 2006. nastupao je u Deutsche Tourenwagen Masters prvenstvu, no bez većih uspjeha. Iste godine nastupio je i na utrci 24 sata Le Mansa u klasi LMP1, s momčadskim kolegama Gavinom Pickeringom i Jensom Møllerom za Lister Storm Racing, no nije uspio završiti utrku.

## Vanjske poveznice
- Nicolas Kiesa - Driver Database
- Nicolas Kiesa - Stats F1